# Billy James
Mack William James, detto Billy (11 febbraio 1950), è un ex cestista statunitense, professionista nella ABA.

## Carriera
Disputò una partita con i Kentucky Colonels nella stagione ABA 1973-74.